# Campionati europei di triathlon long distance del 1989
I Campionati europei di triathlon long distance del 1989 (IV edizione) si sono tenuti a Rødekro, Danimarca.
Tra gli uomini ha vinto per la seconda volta consecutiva l'olandese Axel Koenders, mentre la gara femminile è andata alla britannica Sarah Coope, anche lei al secondo successo continentale.

## Risultati

### Élite uomini
| Pos. | Nome              | Paese       | Totale  |
| ---- | ----------------- | ----------- | ------- |
|      | Axel Koenders     | Paesi Bassi | 8:26:58 |
|      | Roland Larsson    | Svezia      | 8:34:46 |
|      | Carl Kupferschmid | Svizzera    | 8:41:22 |

### Élite donne
| Pos. | Nome            | Paese       | Totale  |
| ---- | --------------- | ----------- | ------- |
|      | Sarah Coope     | Regno Unito | 9:33:20 |
|      | Irma Zwartkruis | Paesi Bassi | 9:36:33 |
|      | Sarah Springman | Regno Unito | 9:48:45 |